# 1. česká národní hokejová liga 1971/1972
1. česká národní hokejová liga 1971/1972 byla 3. ročníkem jedné ze skupin československé druhé nejvyšší hokejové soutěže.

## Systém soutěže
Soutěže se účastnilo 30 týmů rozdělených do dvou skupin (16 a 14 týmů). Ve skupině A se utkal dvoukolově každý s každým (celkem 30 kol), ve skupině B se nejdříve utkal dvoukolově každý s každým (celkem 26 kol), poté se týmy rozdělily na skupiny po sedmi týmech a utkaly se vzájemně mezi sebou znovu dvoukolově každý s každým (12 kol, přičemž výsledky z první části se započítávaly). Vítěz a druhý tým skupiny A a vítěz skupiny B postoupili do kvalifikace o nejvyšší soutěž, které se také účastnil vítěz 1. SNHL. Do nejvyšší soutěže postoupil pouze vítěz kvalifikace.

Tým na posledním místě skupiny A a poslední 3 týmy skupiny B sestoupily do Divize.

## Základní část

### Skupina A
| Poř. | Tým                           | Z  | V  | R | P  | VG  | OG  | B  |
| ---- | ----------------------------- | -- | -- | - | -- | --- | --- | -- |
| 1.   | TJ Škoda Plzeň                | 30 | 26 | 2 | 2  | 229 | 63  | 54 |
| 2.   | ASD Dukla Jihlava B           | 30 | 21 | 3 | 6  | 147 | 85  | 45 |
| 3.   | TJ Slavia Praha               | 30 | 20 | 4 | 6  | 145 | 82  | 44 |
| 4.   | TJ DP I. ČLTK Praha           | 30 | 15 | 4 | 11 | 121 | 84  | 37 |
| 5.   | TJ VTŽ Chomutov               | 30 | 16 | 4 | 10 | 133 | 95  | 34 |
| 6.   | TJ Spartak ZVÚ Hradec Králové | 30 | 15 | 3 | 12 | 120 | 130 | 33 |
| 7.   | TJ Stadion PS Liberec         | 30 | 15 | 2 | 13 | 107 | 97  | 32 |
| 8.   | TJ Baník Sokolov              | 30 | 11 | 7 | 12 | 80  | 100 | 29 |
| 9.   | TJ Autoškoda Mladá Boleslav   | 30 | 12 | 4 | 14 | 101 | 128 | 28 |
| 10.  | TJ Jiskra Havlíčkův Brod      | 30 | 13 | 1 | 16 | 97  | 114 | 27 |
| 11.  | TJ Slovan NV Ústí nad Labem   | 30 | 13 | 0 | 17 | 107 | 94  | 26 |
| 12.  | TJ ZVVZ Milevsko              | 30 | 11 | 4 | 15 | 85  | 111 | 26 |
| 13.  | VTJ Dukla Písek               | 30 | 6  | 9 | 15 | 93  | 121 | 21 |
| 14.  | TJ Spartak Tatra Kolín        | 30 | 8  | 4 | 18 | 99  | 144 | 20 |
| 15.  | TJ Secheza Lovosice           | 30 | 8  | 3 | 19 | 106 | 172 | 19 |
| 16.  | VTJ Dukla Příbram             | 30 | 1  | 3 | 26 | 85  | 235 | 5  |

### Skupina B

#### První fáze
| Poř. | Tým                   | Z  | V  | R | P  | VG  | OG  | B  |
| ---- | --------------------- | -- | -- | - | -- | --- | --- | -- |
| 1.   | TJ VŽKG Ostrava       | 26 | 23 | 2 | 1  | 191 | 44  | 48 |
| 2.   | TJ Slezan Opava       | 26 | 20 | 3 | 3  | 170 | 69  | 43 |
| 3.   | TJ Baník ČSA Karviná  | 26 | 19 | 1 | 6  | 124 | 54  | 39 |
| 4.   | TJ Ingstav Brno       | 26 | 15 | 2 | 9  | 149 | 101 | 32 |
| 5.   | TJ Zbrojovka Vsetín   | 26 | 14 | 1 | 11 | 81  | 90  | 29 |
| 6.   | TJ AZ Havířov         | 26 | 14 | 0 | 12 | 108 | 93  | 28 |
| 7.   | TJ Moravia DS Olomouc | 26 | 12 | 1 | 13 | 89  | 101 | 25 |
| 8.   | TJ TŽ VŘSR Třinec     | 26 | 10 | 2 | 14 | 88  | 108 | 22 |
| 9.   | TJ Tatra Kopřivnice   | 26 | 10 | 1 | 15 | 80  | 85  | 21 |
| 10.  | TJ ZMS Třebíč         | 26 | 10 | 0 | 16 | 98  | 143 | 20 |
| 11.  | VTJ Dukla Hodonín     | 26 | 8  | 3 | 15 | 85  | 128 | 19 |
| 12.  | TJ Prostějov          | 26 | 9  | 1 | 16 | 79  | 124 | 19 |
| 13.  | TJ Baník OKD Ostrava  | 26 | 7  | 3 | 16 | 78  | 132 | 17 |
| 14.  | TJ Slovan Hodonín     | 26 | 1  | 0 | 25 | 54  | 200 | 2  |

#### Nadstavba

##### O 1. až 7. místo
| Poř. | Tým                   | Z  | V  | R | P  | VG  | OG  | B  |
| ---- | --------------------- | -- | -- | - | -- | --- | --- | -- |
| 1.   | TJ VŽKG Ostrava       | 38 | 31 | 3 | 4  | 257 | 86  | 65 |
| 2.   | TJ Slezan Opava       | 38 | 26 | 7 | 5  | 231 | 100 | 59 |
| 3.   | TJ Baník ČSA Karviná  | 38 | 26 | 1 | 11 | 183 | 95  | 53 |
| 4.   | TJ Ingstav Brno       | 38 | 19 | 5 | 14 | 195 | 147 | 43 |
| 5.   | TJ Zbrojovka Vsetín   | 38 | 18 | 2 | 18 | 115 | 150 | 38 |
| 6.   | TJ AZ Havířov         | 38 | 17 | 2 | 19 | 140 | 154 | 36 |
| 7.   | TJ Moravia DS Olomouc | 38 | 16 | 2 | 20 | 127 | 156 | 34 |

##### O 8. až 14. místo
| Poř. | Tým                  | Z  | V  | R | P  | VG  | OG  | B  |
| ---- | -------------------- | -- | -- | - | -- | --- | --- | -- |
| 8.   | TJ TŽ VŘSR Třinec    | 38 | 18 | 2 | 18 | 139 | 146 | 38 |
| 9.   | TJ Tatra Kopřivnice  | 38 | 18 | 1 | 19 | 131 | 112 | 37 |
| 10.  | TJ Prostějov         | 38 | 16 | 1 | 21 | 135 | 170 | 33 |
| 11.  | VTJ Dukla Hodonín    | 38 | 14 | 4 | 20 | 139 | 158 | 32 |
| 12.  | TJ Baník OKD Ostrava | 38 | 13 | 4 | 21 | 125 | 177 | 30 |
| 13.  | TJ ZMS Třebíč        | 38 | 15 | 0 | 23 | 141 | 203 | 30 |
| 14.  | TJ Slovan Hodonín    | 38 | 2  | 0 | 36 | 80  | 284 | 4  |

Týmy TJ Škoda Plzeň, TJ Slavia Praha a TJ VŽKG Ostrava postoupily do kvalifikace o nejvyšší soutěž, kterou vyhrál tým TJ Škoda Plzeň a postoupil tak do nejvyšší soutěže. Druhý tým základní části (skupiny A) ASD Dukla Jihlava B se nemohl kvalifikace účastnit, protože ASD Dukla Jihlava hrála o soutěž výše.
Týmy VTJ Dukla Příbram, TJ Baník OKD Ostrava, TJ ZMS Třebíč a TJ Slovan Hodonín sestoupily do Divize.